# Bytča
Bytča is een Slowaakse gemeente in de regio Žilina, en maakt deel uit van het district Bytča. Bytča ligt aan de rivier Váh en telt 11.506 inwoners.

## Geschiedenis
De oudste vermelding van Veľká Bytča, nu de belangrijkste kern van de stad, stamt uit 1234 als terra Bycha. In 1378 kreeg de nederzetting stadsrechten. De gemeente Bytča ontstond in 1946 door de fusie van de gemeenten Malá Bytča, Veľká Bytča en Hliník nad Váhom.

## Stadsdelen
De gemeente Bytča bestaat uit de volgende kernen. Tussen haakjes staat het jaar waarin het stadsdeel of dorp bij de gemeente werd gevoegd.
- Beňov (in 1898 bij Mikšová gevoegd)
- Hliník nad Váhom (1946)
- Hrabové (1971)
- Malá Bytča (1946, Duits: Klein-Bitscha)
- Mikšová (in 1907 bij Malá Bytča gevoegd)
- Pšurnovice (1971)
- Veľká Bytča (1946, Hongaars: Nagybiccse, Duits: Grossbitsch)

## Geboren in Bytča
- Jozef Tiso, Veľká Bytča, (1887-1947), president van Slowakije (1939-1945)

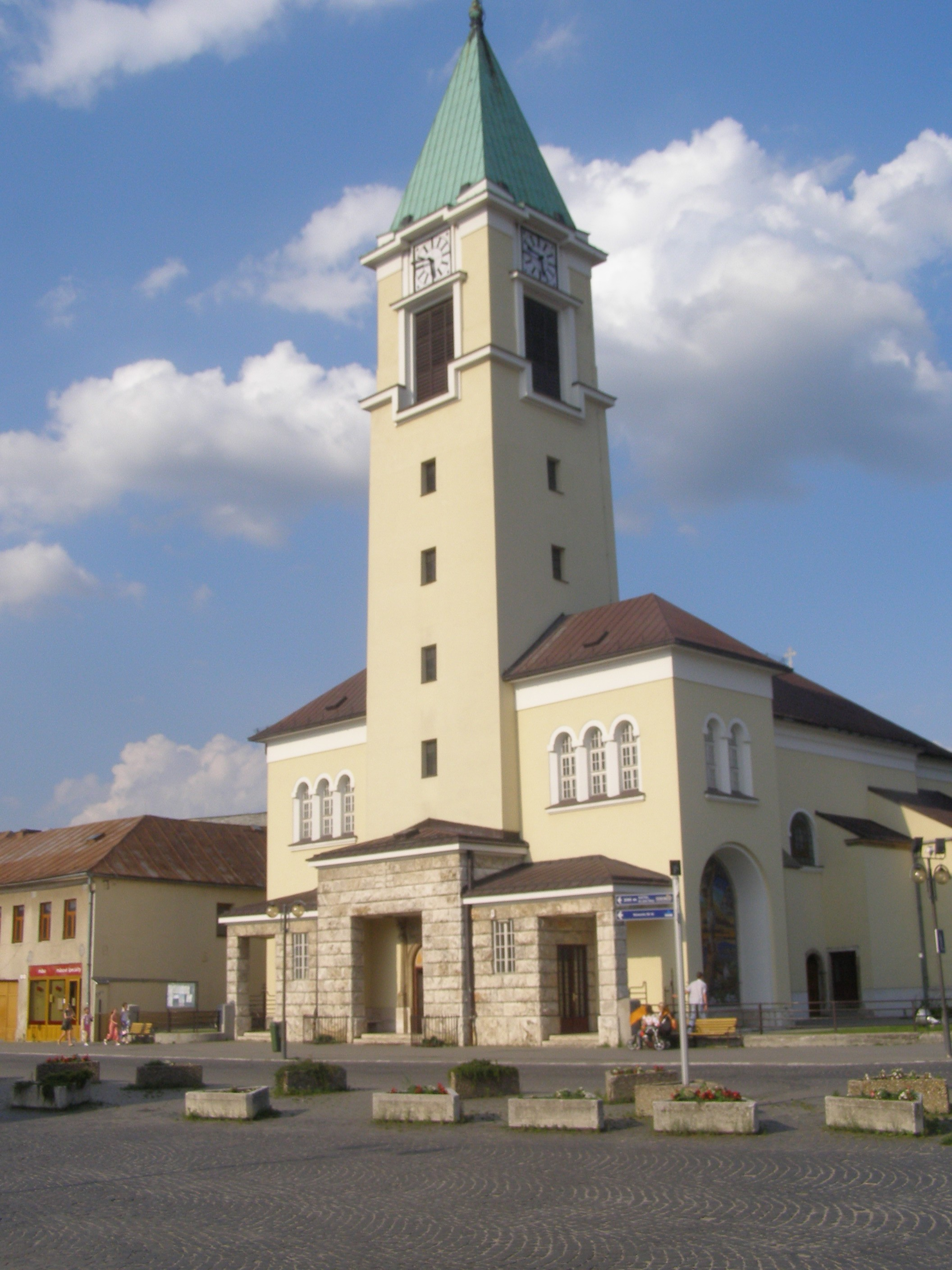
Rooms-katholieke kerk
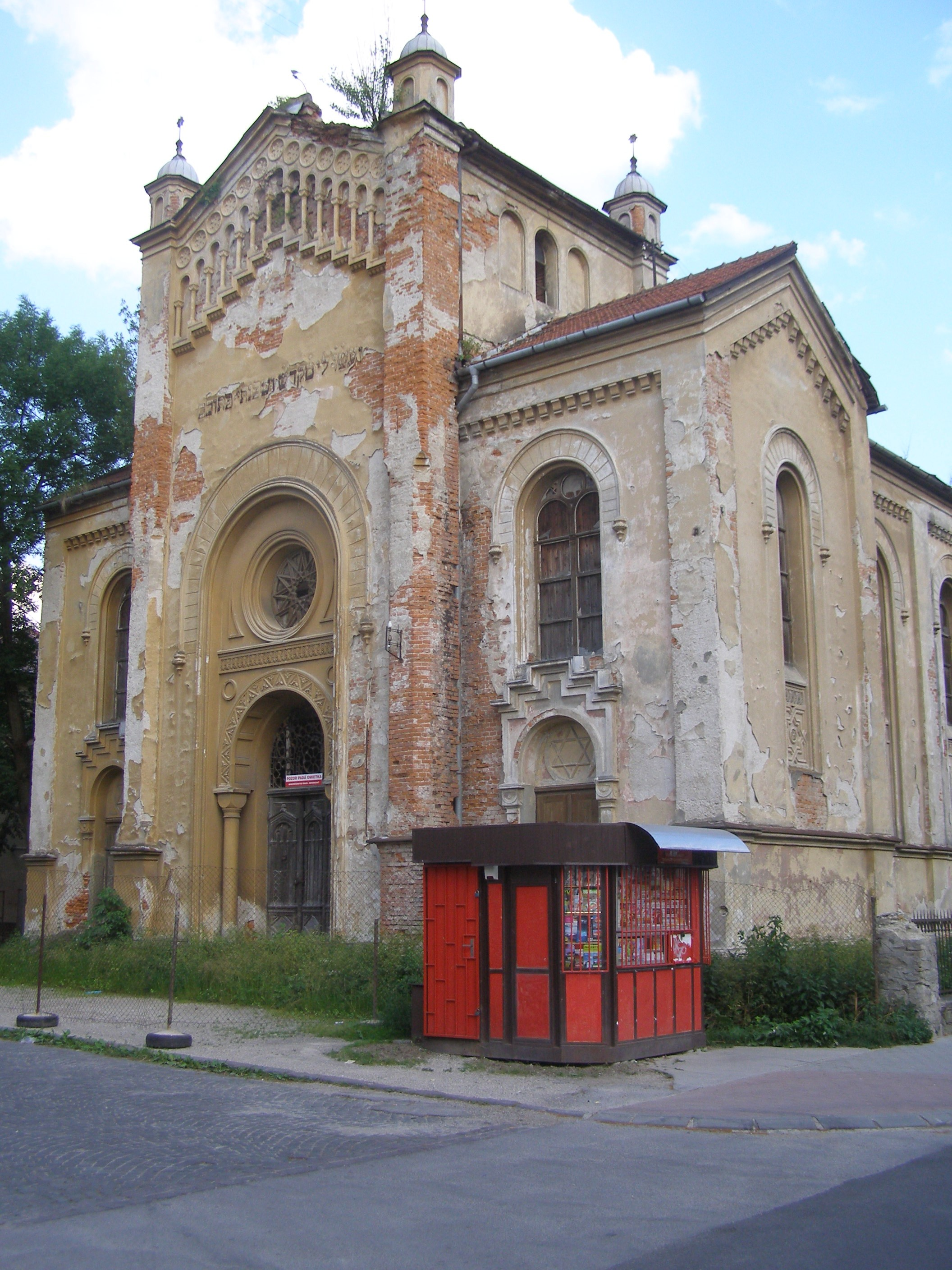
De synagoge van Bytča
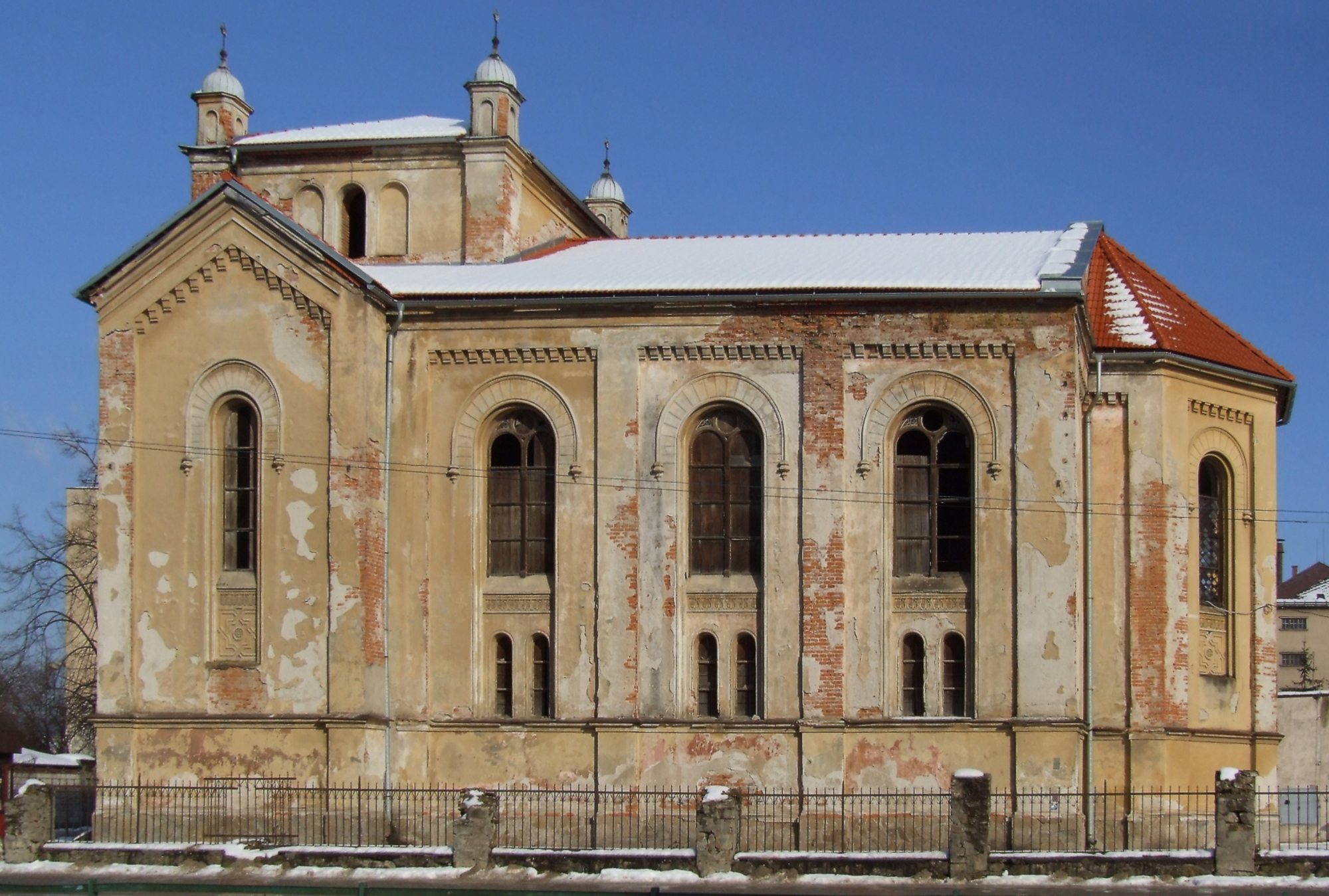
De synagoge van Bytča
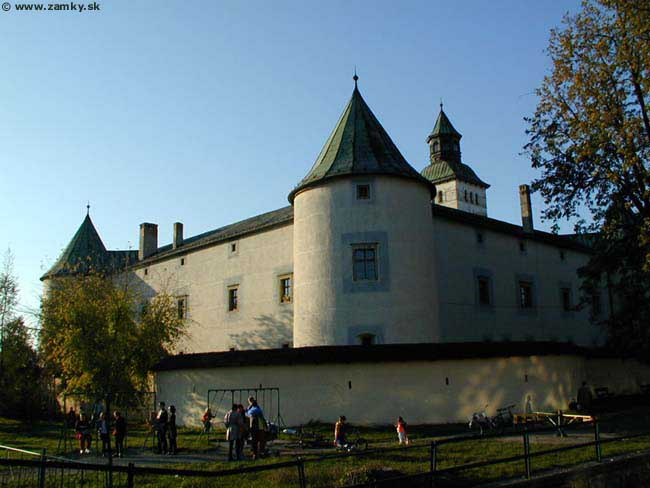
De burcht van Bytča